# Actions en justice des présidents de la République française
Depuis 1962, le président de la République française est élu au suffrage universel direct. Dans la Ve République, la légitimité et le rôle du président de la République s'en trouvent renforcés. Pour garantir la stabilité du régime il a été nécessaire de protéger son chef.
Le président dispose d'un statut juridique particulier prévu par la Constitution et modifié par la réforme constitutionnelle du 23 février 2007.
En dehors de l'encadrement des actions possibles contre lui, un régime juridique s'est constitué pour protéger le président des actions contre sa personne tout en sauvegardant la liberté des individus et principalement la liberté d'expression.

## Typologie des actions des présidents français

### Actions sous laVeRépublique
Aucun texte de nature constitutionnelle n'interdit à un président de la République d'agir en justice et de porter plainte contre quiconque. Le fait que certains titulaires de la fonction ne l'aient pas fait ne constitue qu'une coutume qui ne fait pas échec au code civil et au code de procédure pénale.
Jusqu'à présent les plaintes déposées par les présidents de la République française n'ont concerné que cinq incriminations :
- l'atteinte au droit à l'image
- l'atteinte à l'intimité de la vie privée
- la dénonciation calomnieuse
- le faux, l'usage de faux et le recel
- l'offense au président de la République.

Ces incriminations ont toutes rapport au droit des personnes, mais certaines sont ouvertes à tous les citoyens de France et d'autres spécifiquement aux présidents.

#### Le président: un citoyen comme un autre
Le président de la République française — comme peut le faire n'importe quel citoyen français — a déjà poursuivi des personnes pour les actes listés ci-dessous.

##### L'atteinte au droit à l'image
Trois présidents, Georges Pompidou en 1970, Valéry Giscard d'Estaing en 1976 et Nicolas Sarkozy en 2008 ont saisi la justice dans le cadre d'un référé civil pour atteinte au droit à l'image.
Pour les deux premiers cas (la publicité Mercury et le jeu de cartes appelé « Giscarte »), les juges des référés avaient alors donné raison aux présidents.
Nicolas Sarkozy a connu deux affaires : la publicité Ryanair et la « poupée vaudou ».
Contre la compagnie aérienne Ryanair, qui avait utilisé une photo de lui et de sa compagne Carla Bruni, le président de la République avait obtenu gain de cause. Dans l'affaire de la poupée vaudou (livre humoristique avec poupée « vaudou » représentant Nicolas Sarkozy), il a été désavoué par les juges en première instance. Saisis en appel par le président, les juges du fond ont admis une atteinte à la dignité de la personne, sans toutefois condamner les défendeurs ni ordonner le retrait de l'ouvrage, à condition que l'éditeur appose sur tous les emballages une copie de sa décision.

##### L'atteinte à l'intimité de la vie privée
Deux plaintes ont été déposées par la famille de François Mitterrand après son décès, pour atteinte à l'intimité de la vie privée. Il s'agissait de photographies du président prises sur son lit de mort et publiées dans le magazine Paris Match sans le consentement de la famille. L'autre plainte faisait suite à la publication d'un ouvrage du médecin traitant de François Mitterrand, revenant sur son cancer.

#### Le président: un citoyen exceptionnel, l'offense au chef de l'État
La loi sur la liberté de la presse du 29 juillet 1881 dans son article 26 réprime, la seule infraction ouverte uniquement au président : l'offense au président de la République.
Le 19 novembre 2008, une proposition de loi visant à abroger le délit d'offense au président de la République a été déposée par le sénateur Jean-Luc Mélenchon.
Il s'exprime en ces termes :

« L'ambiguïté qui entoure le délit d'offense au président est illustrée par l'utilisation pénale très fluctuante qui en a été faite depuis sa création. L'essentiel des poursuites pour offense ont été engagées au début de la Ve République par le Général de Gaulle dans un contexte complètement révolu aujourd'hui où la vie du chef de l'État avait été menacée à plusieurs reprises. Hormis cette période troublée, l'utilisation de cette incrimination est restée extrêmement marginale et arbitraire, ce qui traduit à la fois sa faible utilité et justification juridique. Il n'a ainsi été utilisé que six fois en 59 ans sous la IIIe République et n'a entraîné aucune poursuite sous les présidences successives de MM. Valéry Giscard d'Estaing, François Mitterrand et Jacques Chirac qui ont refusé d'y avoir recours. »

Le délit a finalement été abrogée par la loi n° 2013-711 du 5 août 2013 : « Chapitre XIII : Dispositions abrogeant le délit d'offense au chef de l'État afin d'adapter la législation française à l'arrêt de la Cour européenne des droits de l'homme du 14 mars 2013 ». L'injure envers le président de la République devient punissable d'une amende de 12 000 € en vertu de l'article 33, 1er alinéa de la loi du 29 juillet 1881 et sa diffamation de 45 000 € en vertu de l'article 31 de cette même loi.

## Précédents célèbres sous d'autres régimes politiques

### Louis-PhilippeIer- Monarchie de Juillet (1830-1848)
Le roi Louis-Philippe Ier est abondamment caricaturé par la presse dès son arrivée au pouvoir en 1830. À la suite d'une tentative d'attentat contre le roi organisée le 28 juillet 1835 par Giuseppe Fieschi sont promulguées des lois de censure facilitant la répression des opposants républicains à la Monarchie de Juillet. Ces lois, instaurées par le ministre de l'Intérieur Adolphe Thiers en septembre 1835, interdisent toute revendication de républicanisme, renforcent la censure de la presse, font de l'offense au roi un délit et menacent de la justice toute action jugée subversive.

#### LeGargantuade Daumier: 1831

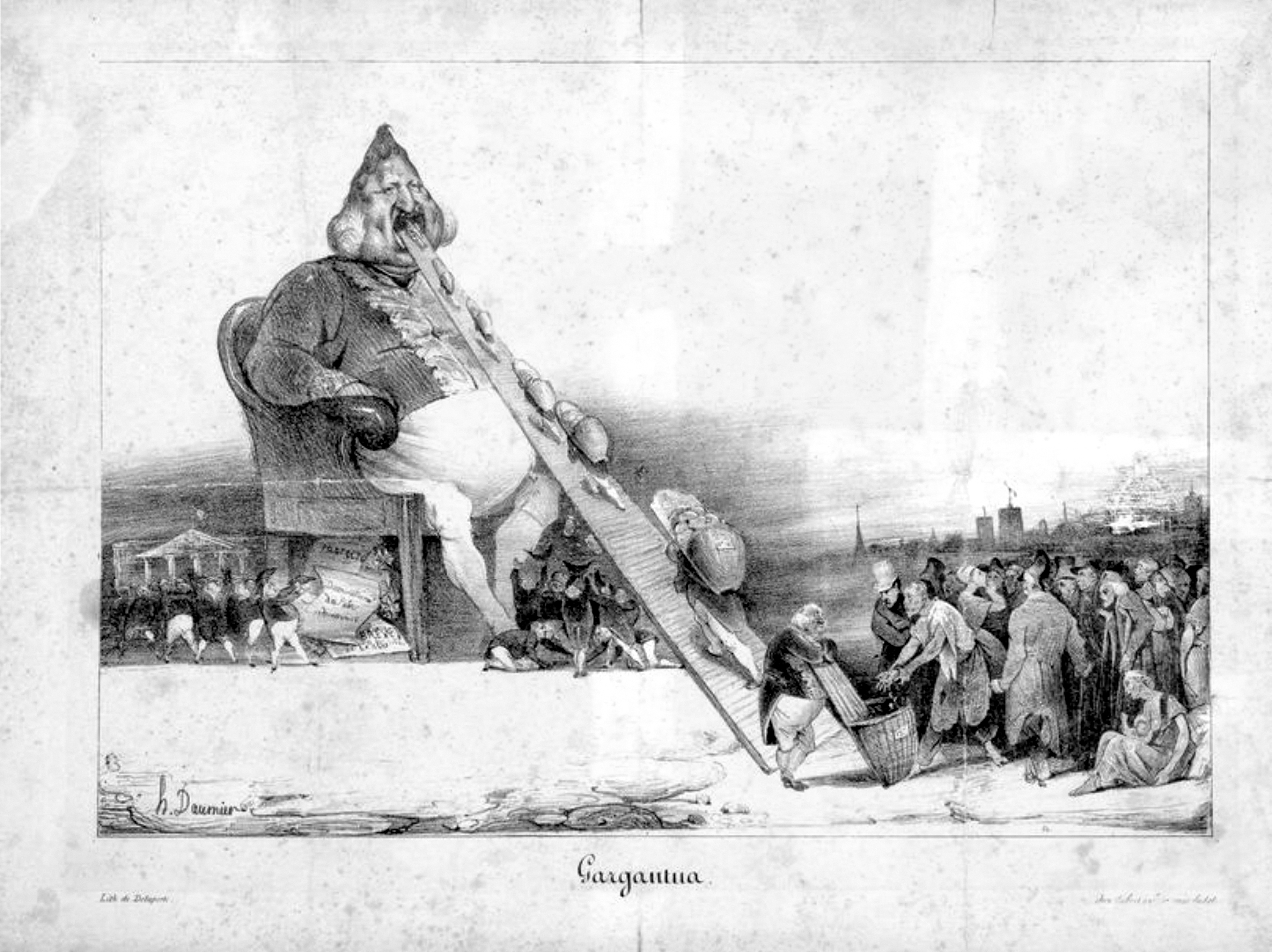
Gargantua, lithographie d'Honoré Daumier, parue le 15 décembre 1831, dans le journal La Caricature.

Honoré Daumier est condamné et emprisonné en 1832 pour avoir publié le 15 décembre 1831 dans le journal La Caricature une lithographie représentant Louis-Philippe Ier en un monstrueux Gargantua : assis sur un fauteuil d’aisance, le roi perçoit les impôts de ses sujets. À la suite de la publication de ce numéro, La Caricature est interdite, et Daumier condamné à une peine de six mois de prison avec sursis, qu’il purgera en 1832 à la prison Sainte-Pélagie de Paris.

#### Caricatures de Charles Philipon: 1831-1832
Charles Philipon publie le 26 février 1831 une caricature de Louis-Philippe Ier sous le titre Mousse de juillet par la Maison Aubert. Plus connue comme Les Bulles de savon, elle montre le roi soufflant négligemment sur les bulles où sont affichées les promesses non tenues : liberté de la presse, élections populaires, maires nommés par le peuple, plus de sinécures, etc. 
Poursuivi en justice pour offense au roi, Philipon sera finalement acquitté.
Il récidive quelques mois plus tard avec une autre lithographie, connue sous le titre Le Replâtrage (La Caricature, 30 juin 1831), où le roi est représenté en maçon effaçant symboliquement les traces de la révolution de Juillet. Il retourne en jugement devant la Cour d'assises.

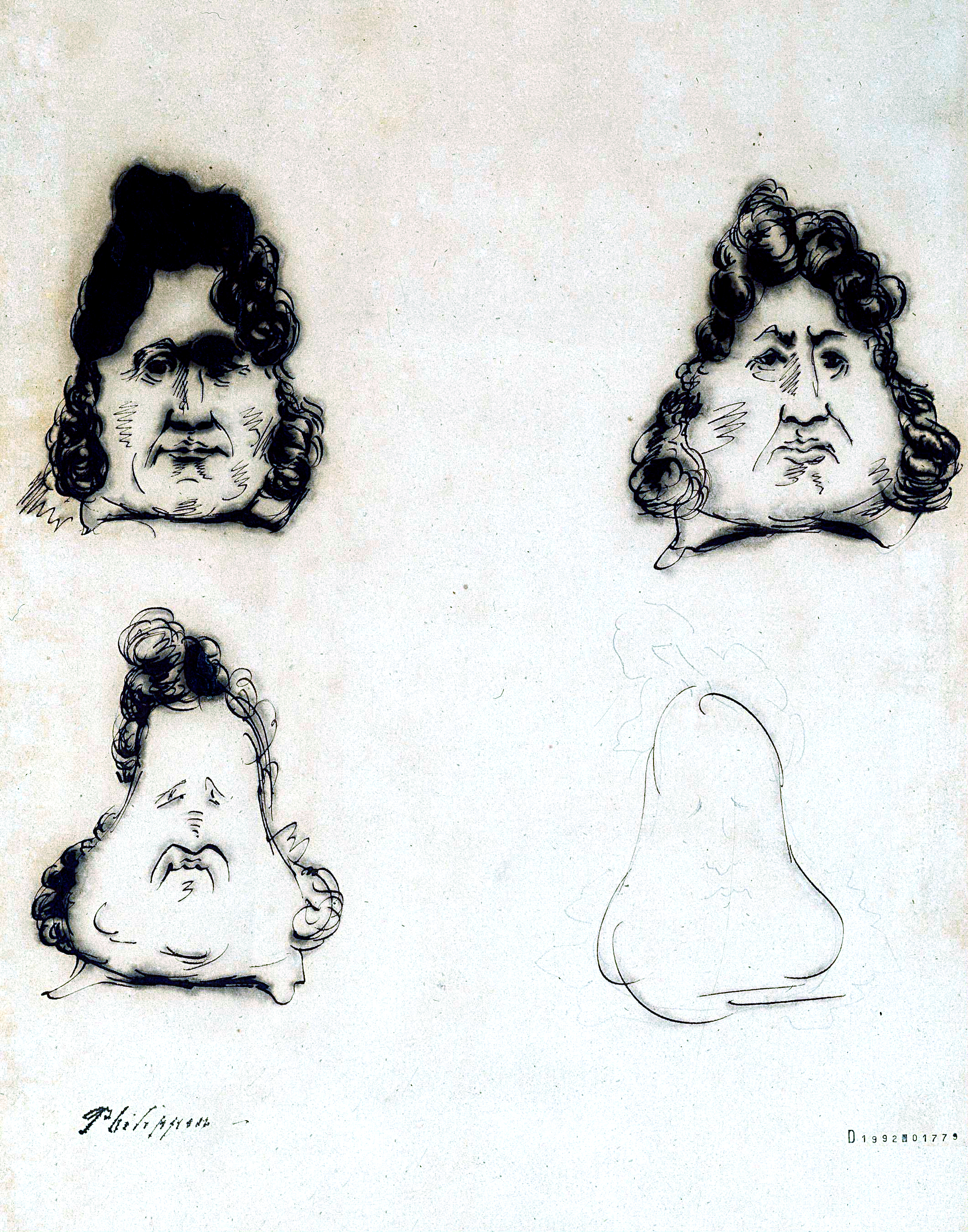
Louis-Philippe métamorphosé en poire (dessin de Ch. Philipon).

Le « coup de théâtre » survient à l'audience du 14 novembre 1831 lorsque face aux juges, Philipon, persuadé d'être condamné, joue son va-tout et démontre dans une argumentation adroite que « tout peut ressembler au roi », et qu'il ne peut être tenu pour responsable de cette ressemblance. Et d'illustrer sa défense par la métamorphose de son portrait en poire.
À l'issue de son procès devant la cour d'assises, Philipon fut condamné pour « outrages à la personne du roi ». Arrêté le 12 janvier 1832, il dut purger six mois de prison et verser 2 000 francs d'amende, auxquels s'ajoutèrent sept mois liés à d'autres motifs de condamnation. Il est transféré à la prison Sainte-Pélagie, puis à la maison de santé du Dr Pinel, où le régime est plus favorable.

### Napoléon III - Second Empire (1852-1870)
En janvier 1852, Louis-Napoléon Bonaparte - futur empereur Napoléon III - signe le décret d'expulsion de Victor Hugo, qui s'est violemment opposé au coup d'État du 2 décembre 1851 et qui s'est déjà volontairement exilé à la suite de l'évènement. Réfugié à Bruxelles, Hugo écrit un pamphlet particulièrement virulent contre le chef de l'État, intitulé Napoléon le Petit : « Cet homme ment comme les autres respirent… Machiavel a fait des petits, Louis Bonaparte en est un… Louis Bonaparte, ce masque, ce nain, ce Tibère avorton, ce néant ! ». Le livre paraît le 5 août 1852 le jour de son débarquement à Jersey. Contre Napoléon III, Hugo en exil - il ne reviendra en France qu'après la chute du Second Empire - écrit également Histoire d'un crime, livre dénonçant de façon manichéenne le coup d'État de 1851, ainsi que Les Châtiments, recueil de poèmes publié à Bruxelles en 1853, dans lequel Napoléon III est notamment traité de « nain immonde » et de « faquin ». Selon Pierre Milza, « diffusés clandestinement en France, ces ouvrages y auront à cette date moins de succès que les calembours et les « histoires drôles » que colporte l'homme de la rue. » Du pamphlet Napoléon le Petit, Napoléon III aurait dit devant témoins, « Voyez, messieurs, voici Napoléon le petit par Victor Hugo le Grand ! » en faisant allusion à l'orgueil proverbial de l'écrivain, qui avait soutenu la candidature de Louis-Napoléon Bonaparte à l'élection présidentielle de 1848 et qui avait un temps espéré, en vain, devenir un de ses ministres.
Tout le long du Second Empire, la censure est active malgré l'assouplissement du régime de la presse dans la dernière période plus libérale du règne de Napoléon III, et si des charges très violentes peuvent être publiées à l'étranger, aucune caricature politique, y compris du chef de l'État, ne vient défrayer la chronique des journaux en France, contrairement à ce qui fut le cas sous la monarchie de Juillet. Mais lorsque le régime impérial s'effondre en septembre 1870 à la suite des défaites militaires de la guerre franco-prussienne, la fin de la censure, dans le contexte d'instabilité politique qui suit la proclamation de la République, entraîne un déferlement dans la diffusion de caricatures, les dessinateurs pouvant désormais donner libre cours, sans risquer de poursuites judiciaires, à une verve satirique qui s'exerce d'abord aux dépens de Napoléon III, fait prisonnier par l'ennemi, et de son épouse l'impératrice Eugénie, qui a exercé la régence pendant l'absence de l'empereur parti combattre les Prussiens à la tête de l'armée française. Les caricatures politiques de cette période troublée se caractérisent alors par un fort degré de violence, d'outrance et même de cruauté, le couple impérial servant alors de bouc émissaire idéal dans un contexte de culpabilité collective face à la débâcle militaire. Par exemple, Paul Hadol, dit White (1835-1875), publie notamment en 1870 un recueil de portraits-charges féroces intitulé « La ménagerie impériale, composée des ruminants, amphibies, carnivores et autres budgétivores qui ont dévoré la France pendant 20 ans », recueil dans lequel il représente, entre autres personnalités brocardées du régime déchu, Napoléon III et Eugénie caricaturés respectivement en vautour et en grue. En réaction contre ces débordements, la loi du 8 juillet 1871 rétablit l'encadrement de la presse sous la République. Les journaux satiriques en viennent alors à se plaindre en particulier des rigueurs de la censure à l'égard des dessins témoignant d'un esprit anti-bonapartiste, incriminant certains fonctionnaires de l'Empire restés en place après le changement de régime. L'édition clandestine de caricatures politiques, notamment de Napoléon III, se poursuit à Bruxelles, jusqu’à la promulgation en France de la loi de 1881 sur la liberté de la presse.

### Philippe Pétain - Vichy (1940-1944)
En juillet 1941, sous le régime de Vichy dirigé par Philippe Pétain, Lavison, un avocat lyonnais en vacances à Tallard, dans les Hautes-Alpes, fait l'objet d'une dénonciation pour avoir affirmé dans un café : « Pétain, c'est un vieux cul ! ». Déféré devant le tribunal correctionnel de Gap, il est condamné en mars 1942, pour offense au chef de l'État, à quatre mois de prison avec sursis et trois cents francs d'amende, peine confirmée par la cour d'appel de Grenoble en juillet de la même année.

## Les poursuites intentées par les présidents de laVeRépublique
Si certains présidents se sont interdit de recourir à la justice durant leur durée de mandat, d'autres l'ont fait plusieurs fois.

### Charles de Gaulle (1959-1969)
Le général de Gaulle a fait près de 500 fois usage du chef d'accusation d'offense au président de la République.

#### Haute Cour, par Alfred Fabre-Luce (Julliard, 1962)
Favorable, en 1958, au retour du général de Gaulle au pouvoir, mais opposé à l'indépendance de l'Algérie, l'historien Alfred Fabre-Luce publie en 1962 un essai polémique, Haute Cour, dans lequel il accuse le chef de l'État d'avoir violé la constitution.
Le livre sera saisi sur décision du préfet de police Maurice Papon, puis interdit et détruit sur jugement de la 17e Chambre correctionnelle du Tribunal de grande instance de Paris, le 20 décembre 1963, pour offense au Chef de l'État. Les éditions René Julliard et l'auteur seront respectivement condamnés à 1 500 francs d'amende.

#### Caricature du général en vautour (1963)
En 1963, le journal Le Pied-noir publie une caricature représentant le général de Gaulle sous les traits d'un vautour dont les griffes lacèrent le corps de soldats français. La caricature incluse dans le no 29 du journal daté de juin-juillet 1963 était insérée dans le corps d'un article intitulé « Les héros ne meurent pas ».
La Cour d'appel de Paris, dans un arrêt daté du 24 juin 1964, a condamné le directeur de la publication du journal, pour offense au président de la République, à 3 000 francs d'amende. Le directeur de la publication a fait un pourvoi en cassation.
Il reprochait à la cour d'avoir considéré la caricature comme offensante, non pas à raison du simple fait que la tête du vautour ressemblait au général de Gaulle, mais à raison du texte de l'article illustré par la caricature, alors que, seule la caricature était comprise dans les poursuites. Les juges du fond n'avaient pas à fonder juridiquement leur conviction en faisant appel au texte de l'article qui accompagnait le dessin litigieux.
La Chambre criminelle de la Cour de cassation, dans un arrêt rendu le 5 avril 1965 a confirmé l'arrêt de la cour d'appel, en jugeant la caricature incriminée gravement offensante pour la personne du président de la République. « Un dessin peut constituer une offense au président de la République. Bien que le dessin fasse, seul, l'objet de la poursuite, les juges ont le droit - et le devoir - de rechercher, en vue de déterminer quant à l'appréciation de la culpabilité, dans quelle mesure l'article dans lequel il est inséré et dont il constitue une illustration, peut les éclairer sur le caractère offensant que l'auteur a voulu donner audit dessin ».

#### Jusqu'au bout de notre peine, parJacques Isorni(Éd. de la Table ronde, 1963)
Cour de Cassation, Chambre criminelle, 21 décembre 1966, no 65-92.787. Publié au bulletin. Rejet des pourvois formés par l'auteur.
Confirmation de l'arrêt de la Cour d'appel de Paris en date du 2 juin 1965 qui, pour offense au président de la République et complicité, a condamné l'auteur et l'éditeur chacun à une amende de 4 000 francs, a ordonné la saisie et la destruction du livre.
Cette affaire a donné lieu à une autre affaire (voir plus bas).

#### D'une république à l'autre, par Henry Lémery (Éd. de la Table ronde, 1964)
En 1964, Henry Lémery, homme politique martiniquais, publie D'une république à l'autre aux Éditions de la Table ronde, essai qui lui vaudra une condamnation pour offense au président de la République. Dans son ouvrage, l'auteur qualifie le général de Gaulle « d'âme ambitieuse et incapable de règle, avide de domination jusqu'au vertige en état d'hallucination » et l'accuse d'avoir « abandonné son poste devant l'ennemi, tenté d'exploiter à son profit la défaite et le malheur du pays, fomenté la division entre Français, pratiqué un despotisme outrageant, bafoué la justice dont il aurait fait l'instrument de ses colères, de ses rancunes et de ses haines, et été la cause exclusive, enfin, par sa seule faute, que les infections ont peu à peu pourri le corps et l'âme de la Nation ».
Henry Lémery a été condamné le 2 février 1966 par la Cour d'appel de Paris à 1 000 francs d'amende, à la suppression des passages incriminés, à la saisie et à la destruction de son livre. La Chambre criminelle de la Cour de cassation dans un arrêt rendu le 12 avril 1967 a confirmé l'arrêt de la Cour d'appel de Paris. Les juges du fond avaient considéré que les passages incriminés constituaient « une diatribe et une attaque délibérée, violente et injurieuse contre la personne même du président de la République, tendant à l'atteindre dans son honneur et sa dignité ».
Selon les moyens du pourvoi, Henry Lémery explique ne s'être livré « qu'à une critique historique l'ayant obligé à donner son avis sur les événements et les personnages historiques mis en cause dans le seul souci d'une information objective et sans esprit de polémique ».
Pour la Cour de cassation, « au-delà d'une critique objective de la politique du général de Gaulle avant et pendant l'Occupation, et pendant la Libération, les passages en cause constituent bien, une « diatribe » contre le président auquel sont prêtés des sentiments et des mobiles vils et bas ».
Motifs du rejet :
- Attendu que si le droit de libre discussion appartient à tout citoyen en vertu des principes généraux du droit tels qu'ils sont reconnus par la Constitution du 4 octobre 1958, et s'il est conforme à celle-ci d'étendre l'exercice de cette liberté publique à la discussion des actes politiques du président de la République, ce libre exercice s'arrête là où commence l'offense au chef de l'État.
- L'offense adressée à l'occasion des actes politiques atteint nécessairement la personne.
- Constitue le délit de l'article 26 de la loi du 29 juillet 1881, lorsque l'intention d'offenser est établie, tout fait commis par l'un des moyens énoncés dans les articles 23 et 28 de la loi, comportant une expression offensante ou de mépris, toute imputation diffamatoire (à l'occasion tant de l'exercice de la première magistrature de l'État que de la vie privée du président de la République, ou de sa vie publique antérieure à son élection) de nature à atteindre le président de la République dans son honneur ou dans sa dignité.
- La critique historique ou qui se prétend telle n'échappe pas plus à ces règles que la controverse politique.

#### Mauriac sous de Gaulle, par Jacques Laurent (Éd. de la Table ronde, 1964)
En 1964, l'écrivain Jacques Laurent attaque le général de Gaulle dans son pamphlet Mauriac sous de Gaulle, qui lui vaudra une condamnation pour offense au président de la République.
Le 16 mars 1966, la Cour d'appel de Paris a condamné l'auteur et son éditeur à 2 000 francs chacun et à la suppression des passages incriminés. Et la Chambre criminelle de la Cour de cassation dans un arrêt rendu le 23 février 1967 a confirmé l'arrêt de la Cour d'appel de Paris.
Les juges du fond ont jugé que « les passages du livres constituaient autant d'attaques contre la personne même du président, destinées à jeter sur lui le mépris, le déshonneur et la déconsidération, en le présentant comme animé, dans sa vie politique, par des mobiles caractérisés par l'égoïsme, l'esprit de vengeance, l'ambition sans mesure, l'oubli de la parole donnée, la férocité même et le mépris de la vie humaine, et allant jusqu'à soutenir qu'il se réjouit des malheurs de la France et des Français ». Les juges du fond ont observé que « l'esprit de dénigrement qui s'en dégage est révélateur de l'intention offensante qui présida à leur rédaction ».
Pour les défendeurs, « les passages incriminés ne constituaient que la critique d'une politique et étaient une réponse au livre de François Mauriac sur le général de Gaulle (« désastreux assemblage de flatteries et de mensonges »). Les passages retenus ne pouvaient être considérés comme offensants et ne dépassaient pas les limites du droit de critique et des propos utilisés dans la littérature, parfois excessive, dont use habituellement la polémique ».
Extraits : « Le gaullisme est une maladie qui m'inspire de la terreur. » En parlant de Mauriac dont il détaille les revirements opportunistes : « Voilà ce qu'il a fait de l'un des quinze écrivains les plus doués de sa génération : un dupe.»
Lors de ce procès, Jacques Laurent déclara : « La situation de l'histoire des affaires est unique. Vingt ans après la Terreur, n'importe quel historien pouvait dire ce qu'il pensait de la Terreur ; vingt ans après le 18 brumaire, n'importe quel historien pouvait dire ce qu'il pensait du 18 brumaire ; vingt ans après la Terreur blanche, n'importe quel historien pouvait s'exprimer librement sur la Terreur blanche ; vingt ans après le 2 décembre, on pouvait parler du 2 décembre selon sa conviction ; vingt ans même, pour prendre un événement plus rapproché, après l'arrestation de Caillaux sous Clemenceau, on pouvait défendre Caillaux si on le voulait, ou en tout cas écrire un livre d'histoire absolument libre sur ce qui s'était passé entre 1914 et 1918. Mais vingt-cinq ans après le 18 juin, j'apprends par le réquisitoire qu'il est interdit de le commenter ».

#### Le discours rapporté deMeIsorni au procès du Petit-Clamart (1965)
La Cour d'appel d'Agen, dans un arrêt en date du 7 octobre 1965, a condamné, pour offense au président de la République, deux journalistes, à des amendes de 300 et 500 francs.

Les juges du fond ont retenu à l'encontre des journalistes le passage d'un article intitulé « Petit-Clamart », paru le 5 juin 1964 dans le journal L'Opinion indépendante du Sud-Ouest  :
Au cours de son extraordinaire et légendaire carrière, monsieur le Président de la République, qui a vu d'assez près le meurtre, soit qu'il en ait bénéficié, soit qu'il l'ait ordonné, soit qu'il l'ait réhabilité (...)
À la suite de cette décision, les journalistes ont formé un pourvoi en cassation.
Pour eux, la phrase incriminée n'était qu'un extrait, publié entre guillemets, sans modification ni interpolation d'un commentaire du compte rendu du procès du Petit-Clamart, publié dans la collection « Les Grands procès contemporains » (éd. Albin Michel).
Cet extrait de la plaidoirie de Maître Jacques Isorni au procès du Petit-Clamart figure également dans le livre de Me Isorni Jusqu'au bout de notre peine.
Me Jacques Isorni n'a pas été poursuivi pour cette plaidoirie, pas plus que pour ce passage de son livre. Sur réquisitoire définitif du procureur de la République du 30 novembre 1964, relatif aux poursuites exercées contre Me Isorni pour son livre, la phrase incriminée a bénéficié d'un non-lieu.
Pour les demandeurs, la reproduction de cette phrase dans un journal est couverte par l'immunité prévue à l'article 41 paragraphe 3 de la loi du 29 juillet 1881. L'arrêt a violé l'autorité de la chose jugée puisque la phrase en cause avait bénéficié d'un non-lieu. La phrase incriminée a trait à des faits appartenant au domaine de l'histoire et ne peut, s'agissant d'un personnage historique comme le général de Gaulle, être considérée comme une offense. La Chambre criminelle de la Cour de cassation, dans un arrêt en date du 21 décembre 1966 a rejeté le pourvoi des demandeurs au motif que : « La citation dans un journal d'un fragment de discours prononcé devant un tribunal n'est pas un “compte rendu” au sens des articles 39 et 41 de la loi sur la presse. L'immunité qui pourrait couvrir l'auteur du discours lui-même, ne couvre pas celui qui en a reproduit un fragment constituant une offense au président de la République ».

#### Décision de la Chambre criminelle de la Cour de cassation, en date du 31 mai 1965
« La liberté de discussion des actes politiques du président de la République existe dans la Constitution du 4 octobre 1958. Mais son libre exercice s'arrête là où commence l'offense au chef de l'État. Celle-ci, même adressée à l'occasion de la critique des actes politiques, atteint nécessairement la personne. Constitue le délit de l'article 26 de la loi du 29 juillet 1881, lorsque l'intention d'offenser est établie, tout fait commis par l'un des moyens énoncés dans les articles 23 et 28 de la loi, comportant une expression offensante ou de mépris, toute imputation diffamatoire, de nature à atteindre le président de la République dans son honneur ou dans sa dignité ».

#### Montages photographiques publiés dans le journalMinute
La Cour d'appel de Paris dans un arrêt en date du 9 mars 1966 a condamné pour offense au président de la République un journaliste à huit jours d'emprisonnement avec sursis et 3 000 francs d'amende au motif qu'il a publié des montages photographiques portant atteinte à l'honneur et à la considération du président ainsi qu'à sa délicatesse. Le journaliste a formé un pourvoi en cassation. Selon lui, l'offense au président n'est réprimée que si elle a été commise par l'un des moyens limitativement énoncés dans les articles 23 et 28 de la loi sur la presse, moyens au nombre desquels ne figurent pas les montages photographiques. La Chambre criminelle de la Cour de cassation, dans un arrêt en date du 21 décembre 1966, a rejeté le pourvoi au motif que : « Le montage photographique n'est qu'un procédé technique de réalisation d'un imprimé et d'images, moyen de commettre l'offense au président de la République énumérés par les articles 23 et 28 (non abrogé de ce point de vue) de la loi du 29 juillet 1881 ».

### Georges Pompidou (1969-1974)
Claude Pompidou sera calomniée à la suite d'un fait divers survenu en octobre 1968, l'affaire Marković. Le but était évident : briser les ambitions présidentielles de Georges Pompidou.

#### La publicité Mercury: 1970
En 1970, l'hebdomadaire L'Express était sur le point de publier la réclame d'une entreprise de moteurs de bateaux avec l'image du président de la République. La photographie, prise pendant les vacances présidentielles en Bretagne, montrait Georges Pompidou à bord d'un bateau équipé d'un moteur de marque Mercury, commanditaire de la publicité. La photographie était accompagnée de cette légende : « Si nous nous acharnons, depuis 10 ans, à gagner toutes les compétitions… c'est pour votre sécurité M. le président !», présenté par ailleurs comme « un familier de la victoire ». Saisi en référé par Maître René Floriot représentant le président Pompidou, le Tribunal de grande instance de Paris a rendu son jugement le 4 avril 1970. Le juge des référés a interdit la parution du journal « tant que la photographie accompagnée de ce texte ne sera pas supprimée » au motif qu'il n'avait été « ni rapporté, ni même allégué que l'utilisation de l'image du demandeur dans un but mercantile a été faite avec son consentement ».

#### Grâce présidentielle accordée au fugitif Paul Touvier: 1971

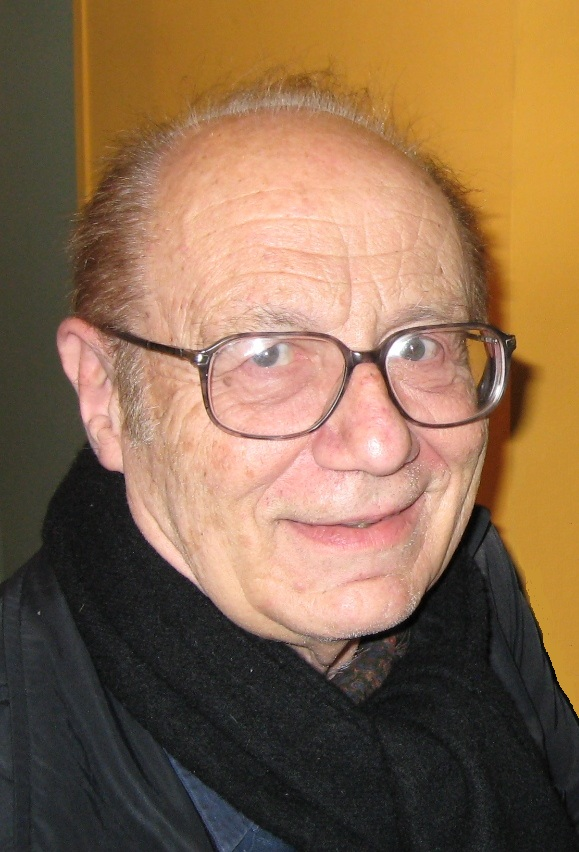
Pierre Bourgeade, en 1977.

Pierre Bourgeade, écrivain et assistant au secrétariat à la Jeunesse et aux Sports de Maurice Herzog réagit violemment à la décision de Pompidou de gracier Paul Touvier par contumace le 23 novembre 1971, avant même qu'il ait été jugé. Condamné à mort, coupable de crime contre l'humanité, Paul Touvier était en cavale depuis 1947.
Pierre Bourgeade écrit 19 articles virulents contre Pompidou dans Combat. « Nous voulions que Pompidou dise aux Français, qui l'avaient élu, pourquoi il avait gracié un tueur de Juifs avant même qu'il fût jugé ! Il fallait qu'il eût un motif puissant ! Il gardait le silence. La réponse finit par venir. Nous étions convoqués, Smadja et moi, devant le juge d'instruction, qui nous renvoya devant la 17e chambre correctionnelle pour outrage au chef de l'État. J'eus pour avocat Georges Kiejman et Thierry Lévy et pour témoins Vladimir Jankélévitch et Jean Pierre-Bloch. Nous fûmes condamnés à une amende. C'était la première fois depuis longtemps qu'un écrivain et un directeur de journal étaient condamnés pour un tel motif. Peu après, Georges Pompidou mourut, et nous fûmes amnistiés, bénéficiant, à notre tour, du droit de grâce ».
Pierre Bourgeade démissionnera de la fonction publique en 1974 pour se consacrer à la littérature et échapper ainsi à de nombreuses déceptions politiques. « Nul n'est obligé d'être chef d'État. À un tel niveau de responsabilités, les actes, les silences donnent une image du peuple qu'on prétend représenter. Celui-ci reste en droit d'exprimer à tout moment, soit son adhésion, soit son rejet. L'homme qui s'est tu au moment où le chef de l'État d'alors a gracié Paul Touvier, continue de porter sa part de responsabilité. Il n'y a pas de prescription pour la lâcheté ».

### Valéry Giscard d'Estaing (1974-1981)
Le président Valéry Giscard d'Estaing a indiqué en début de mandat qu’il n’aurait jamais recours au délit d'offense, le considérant comme désuet (même si l’affaire des diamants de Bokassa lui a fait regretter ces propos)[réf. nécessaire].

#### 1974, une partie de campagne
Valéry Giscard d'Estaing a obtenu que soit retardée la sortie du film documentaire de Raymond Depardon, 1974, une partie de campagne. Réalisé en 1974 sur commande du futur président, le film fut longtemps censuré et ne fut diffusé pour la première fois que le 20 février 2002.

#### «Le Giscarte»: 1976
La société Art et lettres (basée à Nancy) a édité en 1976 un jeu de 54 cartes baptisé « le Giscarte ». Chaque carte dessinée par Eddy Munerol caricaturait le président Valéry Giscard d'Estaing et son gouvernement sous les habits de différents personnages historiques. Le jeu exposait ainsi les travers du chef de l'État (on trouvait notamment le président revêtu d'habits de femme, et la famille des diamantaires). Le jeu a été commercialisé durant cinq jours. Le président a obtenu son retrait de la vente le 15 octobre 1976. Pour motiver sa décision, le juge des référés parisien a estimé qu'il « est de jurisprudence constante que l'image étant un prolongement de la personnalité, toute personne a sur elle ainsi que sur son nom et sur l'usage qui en est fait un droit absolu et imprescriptible […] Ces principes ne souffrent pas d'exception pour les personnalités publiques ».

### François Mitterrand (1981-1995)

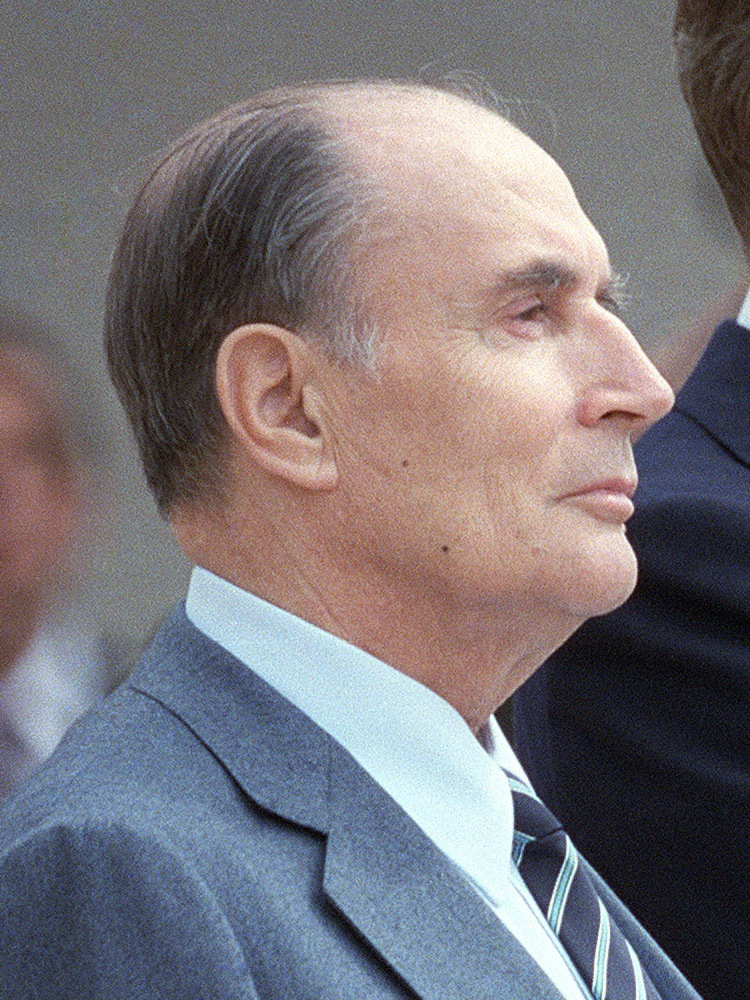
François Mitterrand.

François Mitterrand s'était interdit de saisir la justice pendant la durée de son mandat et il s'est tenu à ses engagements. Deux affaires judiciaires ont éclaté après sa mort, mettant en cause l'honneur, la réputation et l'intimité de la vie privée du président défunt. Des photographies du président sur son lit de mort ont été publiées, et un livre écrit par son médecin sur sa maladie.
Par ailleurs, le Tribunal correctionnel de Paris, dans son jugement du 9 novembre 2005 relatif à l'affaire des écoutes de l'Élysée, releva que le président François Mitterrand s'était montré soucieux de protéger divers éléments de sa vie personnelle, notamment l'existence de sa fille adultérine Mazarine Pingeot, dont l'écrivain Jean-Edern Hallier menaçait de révéler l'existence, voire, selon la dépêche de l'agence Reuters rapportant la décision judiciaire, le cancer diagnostiqué fin 1981 et son passé à Vichy pendant la guerre, affirmations qui n'avaient pas paru jusqu'alors. C'est également pour des « motifs obscurs » (selon le tribunal) que le compagnon de Carole Bouquet fut écouté à cause de ses relations au Proche-Orient, tout comme Edwy Plenel, ancien directeur de la rédaction du quotidien Le Monde, perçu comme une menace par le président de la République à cause de l'affaire Farewell.

#### Photographies volées de François Mitterrand sur son lit de mort
Le magazine Paris Match fait paraître le mardi 16 janvier 1996 des photographies de l'ancien président sur son lit de mort. Les photographies font événement : 1 800 000 exemplaires ont été tirés, la vente du magazine atteint un record historique. Très vite, trois personnes sont suspectées d'être à l'origine des clichés : Claude Azoulay, le docteur Jean-Pierre Tarot, et Ali Baddou, le compagnon de Mazarine Pingeot.
Georges Kiejman, avocat de la famille Mitterrand et de Mazarine Pingeot, ancien ministre et ami du défunt encourage Danielle Mitterrand à porter plainte contre X, le jour même de la parution du magazine, pour atteinte à la vie privée. Le parquet est saisi et le directeur de Paris-Match Roger Thérond est interrogé par la police le 18 janvier 1996 ; il refuse de livrer le nom du photographe. Après avoir défendu « l'intérêt historique des clichés », il convient qu'il s'agit d'un « familier de la famille Mitterrand ». Les experts concluent que les photographies ont pu être prises avec l'appareil d'Azoulay, mais sans apporter la preuve de son implication. Le parquet n'engage pas de poursuites contre lui. Devant la 17e chambre correctionnelle de Paris, Me Kiejman relève pourtant une série de « faits troublants » qui désignent, à ses yeux, le photographe de Paris-Match.
L'enquête judiciaire ne lèvera jamais le mystère sur l'identité du photographe. Le magazine est condamné à verser aux plaignants 1 franc symbolique pour avoir publié les photographies sans leur accord, au motif que le droit à la vie privée ne s'arrête pas au moment de la mort. En revanche, les magistrats rejettent la demande des parties civiles de publier le jugement en couverture du magazine. Ils soulignent que « le ressentiment de la famille à l'égard de l'hebdomadaire a été de très courte durée » : entre le 1er février et le 1er août 1996, ils ont dénombré six interviews ou reportages, dont cinq de Danielle Mitterrand dans Paris Match.

#### Le Grand secret
Le 16 janvier 1996, huit jours après le décès de l'ancien président Mitterrand, le docteur Claude Gubler publie chez Plon Le Grand Secret, un livre où il décrit le suivi médical du président pendant ses mandats présidentiels. Il y révèle en particulier qu'un cancer de la prostate avait été diagnostiqué chez François Mitterrand peu de temps après sa prise de fonction, et que les communiqués médicaux publiés tout au long de la présidence omettaient ce point. Gubler y affirme qu’« à partir de 1994, il n'était plus capable d'assumer ses fonctions ».
Deux jours après sa publication, Le Grand Secret est retiré de la vente à la demande de la famille de l'ancien président. Le juge des référés estime qu'il constitue « une intrusion particulièrement grave dans l'intimité de la vie privée et familiale » du président. Le 5 juillet, le Dr Gubler est condamné à quatre mois de prison avec sursis pour violation du secret professionnel. Il est radié de l'Ordre des médecins le 6 avril 1997, (décision entérinée par le Conseil d'État le 29 décembre 2000) pour « avoir révélé des faits couverts par le secret médical […], avoir délivré des certificats médicaux de complaisance et avoir porté atteinte à l'honneur de la profession ».
Le 23 octobre, le Tribunal de grande instance de Paris maintient l'interdiction de vente du livre et condamne le Dr Gubler et les éditions Plon à verser 340 000 francs de dommages-intérêts à la famille de l'ancien chef d'État. Ce jugement sera confirmé par la Cour d'appel et la Cour de cassation.
Le 18 mai 2004, la Cour européenne des droits de l'homme condamne la France, estimant que l'interdiction du livre aurait dû être levée après quelques mois, au nom de la liberté d'expression. Consécutivement à cette décision, le livre est réédité aux Éd. du Rocher en février 2005.

### Jacques Chirac (1995-2007): pas d'action
Suivant François Mitterrand, Jacques Chirac s'est interdit de saisir la justice pendant la durée de ses deux mandats.

### Nicolas Sarkozy (2007-2012)

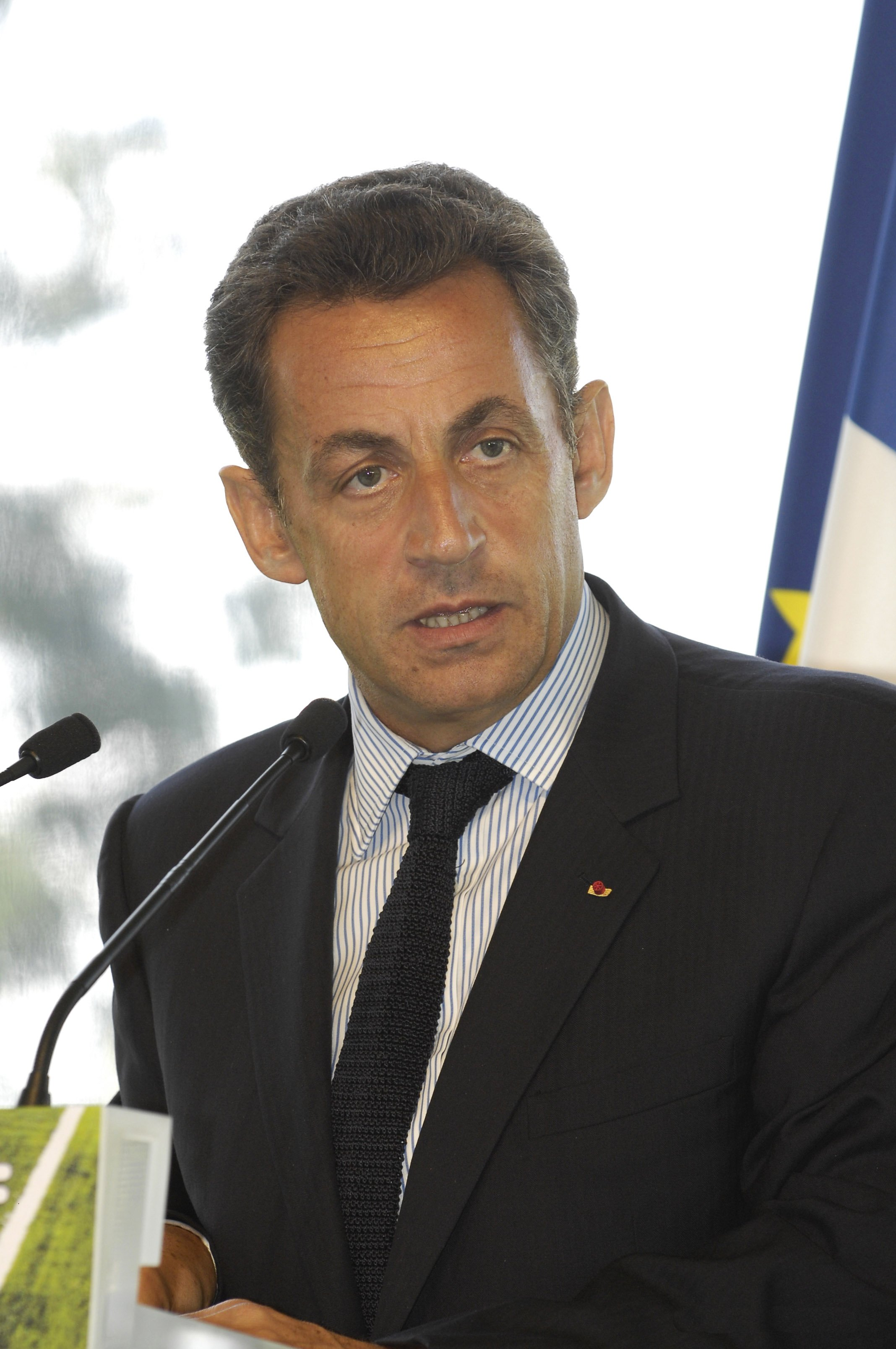
Nicolas Sarkozy.

Nicolas Sarkozy, depuis le début de son mandat, a effectué plusieurs recours devant la justice. 

#### Sur le territoire national

##### La publicité de Ryanair
La compagnie de vols à prix réduits Ryanair a utilisé une photographie du couple non encore marié Nicolas Sarkozy - Carla Bruni, sans son autorisation, pour proposer des billets à prix réduits. Sur cette publicité, on peut lire les pensées de Carla Bruni, un sourire rêveur aux lèvres : « Avec Ryanair, toute ma famille peut venir assister à mon mariage ». La publicité a été publiée par Le Parisien le 28 janvier 2008. Nicolas Sarkozy a décidé de porter plainte contre la compagnie aérienne et d'agir dans le cadre d'un référé civil pour atteinte au droit à l'image hors consentement et à des fins publicitaires. Nicolas Sarkozy demandait un euro de dommages et intérêts, et l'interdiction de commercialiser cette image, sa compagne en réclamait 500 000 à titre de provision sur des dommages et intérêts ultérieurs. Les cas du président et de l'ex-mannequin ne sont pas similaires. Pour cette dernière, « l'exploitation de son image est une partie de son activité professionnelle (…) Une photographie de Carla Bruni, c'est 500 000 euros », indique Me Thierry Herzog. Nicolas Sarkozy est soumis à l'immunité en tant que chef de l'État. Comme l'explique Le Monde, « dans le cas de Ryanair, il suffirait à la compagnie de répondre par une assignation au fond à la procédure en référé déposée par Nicolas Sarkozy pour que le juge soit contraint de constater l'application de l'article 67 » de la Constitution : l'immunité. « Tout est donc mis en œuvre par l'Élysée pour que l'affaire Ryanair n'aille pas plus loin que le référé », explique Le Monde. Le Tribunal de grande instance de Paris a accueilli la demande des plaignants en n'accordant toutefois que 60 000 € à Carla Bruni. Le juge des référés, Louis-Marie Raingeard, a estimé que la publicité « portait atteinte au droit à l'image » du couple car elle n'avait « pas été autorisée ». Pour Carla Bruni, le tribunal a estimé qu'en tant que mannequin, elle avait également subi « un dommage patrimonial et moral ».
Une campagne de publicité, lancée par Canal + pour annoncer la soirée du 16 mars 2009 célébrant les 20 ans de l'émission Les Guignols de l'info, prévoyait deux affiches avec Nicolas Sarkozy et Carla Bruni. La direction de la chaîne a préféré les retirer.

##### L'affaire du SMS
Le 6 février 2008, Airy Routier, journaliste au Nouvel Observateur,  a affirmé dans un article intitulé « L'obsession de Cécilia » publié sur le site internet du magazine Le Nouvel Observateur que huit jours avant son mariage avec Carla Bruni, le président de la République, Nicolas Sarkozy, aurait envoyé un SMS à son ex-épouse Cécilia Sarkozy, en forme d’ultimatum : « Si tu reviens, j'annule tout. » 
Démentant cette information, le chef de l'État, Nicolas Sarkozy a porté plainte au pénal le lendemain (7 février 2008) par l'intermédiaire de son avocat, Me Thierry Herzog, pour « faux, usage de faux et recel » — une première sous la Ve République — contre Airy Routier et le Nouvel Observateur, qui avait publié une information d'ordre privé à l'égard de Nicolas Sarkozy, dont il contestait l'authenticité. 
Le journaliste, qui a refusé de livrer ses sources, était certain de la fiabilité de ses informations.
L'avocat du président, Thierry Herzog, dit que « ce message est un faux, une altération de la vérité » et aussi que « À ma connaissance, c'est la première fois qu'un président en exercice dépose une plainte contre un organe de presse mais c'est aussi la première fois que l'on traite aussi mal un président en exercice ».  
Une enquête préliminaire a été ouverte à la suite de cette plainte. L'enquête a été confiée à deux services de la police judiciaire parisienne, la Brigade de répression de la délinquance contre la personne (BRDP) et la Brigade d'enquête sur les fraudes aux technologies de l'information (Befti). 
« Ce n’est pas pour “atteinte à la vie privée” mais pour “faux et usage de faux” que notre journaliste est aujourd’hui passible de trois ans d'emprisonnement et 45 000 euros d'amende. Une procédure brutale, inédite et formidablement inéquitable puisque le président qui est partie civile bénéficie de l’immunité pénale dans l’exercice de ses fonctions et d’un pouvoir d’influence sur les procureurs. Or, nous le savons, Airy Routier n’est pas un faussaire : il n’a ni inventé, ni trafiqué ni manipulé quoi que ce soit ». 
Mais Thierry Herzog, n'a pas pu prouver qu'il y a un faux, qu'il l'a vu, qu'il savait que c'était un faux, que ce faux avait des conséquences juridiques. « Les qualifications « faux, usage de faux » et « recel » sont à côté de la plaque. Nicolas Sarkozy a essayé de faire un copier-coller de l'affaire Clearstream », déclare Maître Emmanuel Pierrat, lors d’une interview accordée au Nouvel observateur. 
Le 19 mars 2008, Sarkozy retire sa plainte après que Cécilia Sarkozy ait affirmé ne pas avoir reçu un tel message et qu'Airy Routier se fut excusé auprès de Carla Bruni « à titre personnel de l'avoir blessée », en maintenant toutefois ses informations. La validité des informations d'Airy Routier a cependant été remise en cause par Claude Perdriel, PDG du Nouvel Observateur qui a affirme que « Le SMS n'a pas existé effectivement » et précise par ailleurs que la date à laquelle ce SMS aurait été envoyé serait sujet à caution.
En contre-attaque, le journaliste Airy Routier, a déposé une plainte pour diffamation contre l'avocat du président. Le juge classera la plainte sans suite.

##### Le tee-shirt Sarkozy tolérance zéro
Thierry Bœuf, gérant de la société Arclo basée à Morières-lès-Avignon (Vaucluse) a été mis en examen le 9 avril 2008 pour avoir créé et commercialisé des tee-shirts détournant le logo et le slogan de marques mais aussi utilisant le nom du président de la République. Sur l'un de ces tee-shirts, on peut lire « Sarkozy, tolérance zéro » avec une cible en lieu et place du O dans le nom du président. En haut du logo, la devise de la République française « Liberté, égalité, fraternité » est maculé de sang. Nicolas Sarkozy s'est constitué partie civile dans ce dossier instruit par un juge d'Albertville (Savoie) au pénal. Dans ce genre d'affaires, les marques portent plainte pour atteinte à leur image au civil… Il était reproché aux gérants la contrefaçon, la modification de marque sans autorisation, la provocation à une infraction en matière de stupéfiants et l'incitation au terrorisme. Pour l'avocat du chef d'entreprise : « On est dans la satire politique. Même de Gaulle ne l'avait pas fait en mai 68. Il n'a engagé aucune poursuite, et pourtant il avait été attaqué… »

##### La poupée vaudou
Les éditions K & B ont mis en vente le 9 octobre 2008 à 20 000 exemplaires un ouvrage humoristique de Yaël Rolognese : Nicolas Sarkozy : Le Manuel vaudou, vendu avec une poupée et douze aiguilles. Le président de la République avait choisi la procédure de référé, demandant à l'éditeur de retirer sa figurine du coffret. Dans un jugement rendu le 29 octobre 2008, le Tribunal de grande instance de Paris a débouté le président de sa demande. C'est la première fois qu'un président de la République est désavoué par des juges en première instance. Le président a fait appel. Pour les juges, « la diffusion de la poupée litigieuse ne caractérise pas une atteinte fautive à son droit à l'image ». Selon l'avocat de Nicolas Sarkozy, Me Herzog, la poupée n'est pas une caricature. « Le droit à l'humour existe en matière de diffamation mais pas en matière de droit à l'image ». Les juges ont estimé, au contraire, que « la caricature et la satire, même délibérément provocantes ou grossières, participent de la liberté d'expression et de communication des pensées et des opinions ». Les juges n'avaient pas « à apprécier le bon ou le mauvais goût du concept proposé ». « Il s'agit d'une œuvre de l'esprit, composé de deux supports indissociables, qui visent à brocarder des idées et prises de positions politiques, comme des propos et comportements publics, en guise de protestation ludique et d'exutoire humoristique,. » Nicolas Sarkozy a décidé de faire appel le 29 octobre. L'affaire a été rejugée en appel le 13 novembre. Le verdict a été repoussé au 28 novembre 2008 : la cour d'appel a estimé que la poupée vaudou à l'effigie de Nicolas Sarkozy constituait bien une « atteinte à la dignité » du chef de l'État. Pour la cour d'appel, « l'incitation du lecteur à piquer la poupée jointe à l'ouvrage avec les aiguilles fournies, action que sous-tend l'idée d'un mal physique serait-il symbolique, constitue une atteinte à la dignité de la personne de M. Sarkozy ». La justice a quand même autorisé sa commercialisation sous conditions : l'éditeur devra apposer sur tous les emballages un bandeau précisant le contenu de la décision de justice.

##### Affichette «Casse-toi, pauv'con!»
Une vidéo largement diffusée sur Internet et à la télévision, montre le chef de l'État lors d'une altercation au Salon de l'agriculture en février 2008, avec un visiteur qui lui avait lancé « Ah non ! touche moi pas, tu m'salis » en refusant de lui serrer la main. Le président lui avait répondu : « Casse-toi alors, pauvre con ! ».
Hervé Eon, chômeur de 56 ans, militant mayennais de PRS (Pour la République sociale), association politique, ancien conseiller général PS à Laval, a été poursuivi pour offense au chef de l'État, pour avoir brandi le 28 août 2008 une affichette rapportant la phrase du président « Casse-toi pov'con » devant la voiture de Nicolas Sarkozy, venu à Laval pour y annoncer la généralisation du RSA (revenu de solidarité active).
Le parquet a requis 1 000 euros d'amende contre lui. Le procureur de la République de Laval, Alex Perrin, a estimé que « lorsqu'on insulte le président, on insulte l'institution ». Il n'y a pas de plaignant dans cette affaire, le parquet de Laval ayant engagé des poursuites contre Hervé Eon de sa propre initiative. Le prévenu a été condamné en première instance à 30 euros d'amende avec sursis; Jean-Luc Mélenchon, sénateur socialiste de l'Essonne était cité au procès comme témoin de moralité. La peine a été confirmée le 24 mars 2009 par la cour d'appel d'Angers. Le condamné a annoncé son intention de saisir la Cour de cassation puis la Cour européenne des droits de l'homme. Dans son arrêt du 14 mars 2013, la  Cour européenne des droits de l'homme a estimé que la France a violé la liberté d'expression. Elle a jugé « disproportionné » le recours à une sanction pénale, qui risque selon elle d'avoir « un effet dissuasif sur des interventions satiriques qui peuvent contribuer au débat sur des questions d'intérêt général ».

##### Affiche du doigt d'honneur, campagne de l'UNEF
Trois étudiants de La Rochelle, membres du syndicat étudiant Unef, ont été arrêtés le 10 octobre 2008 et entendus par la police pour avoir collé sur un panneau d’affichage libre une affiche montrant Nicolas Sarkozy faisant un doigt d'honneur, avec la légende : « Sarkozy président, c'est 15 milliards pour les plus riches. Et pour les étudiants ? »
Il s'agit de la nouvelle campagne choc d’affichage du syndicat étudiant de gauche qui réclame davantage de moyens pour les étudiants. « La campagne menée est destinée à interpeller l'opinion et les jeunes sur l'injustice des choix politiques et budgétaires du gouvernement, et en particulier sur l'absence de mesures permettant de répondre aux difficultés sociales des étudiants et à l'échec en premier cycle universitaire ».
Relâchés dans la nuit, ces militants ont été entendus dans le cadre d'une enquête sur la base d'outrage et de dégradation légère, transmise au procureur. Il a été envisagé une poursuite pour offense au président. Cela aurait été la première fois depuis la mandature de Georges Pompidou que ce délit est invoqué, pour justifier l'arrestation de militants politiques ou syndicaux sur le territoire français.
Dans le cadre de cette campagne, l’UNEF revendique « le droit à une communication qui marque les esprits, et demande que la liberté de ton et de parole avec laquelle le ministre-candidat Sarkozy s’est jusqu’à présent illustré lui soit également garantie une fois ce dernier élu président ».
Aucune condamnation n’a finalement été prononcée contre les étudiants.

##### Les carnets noirs d'Yves Bertrand, ex-patron des Renseignements généraux
Nicolas Sarkozy a déposé une plainte, le 16 octobre 2008, contre l'ancien directeur central des Renseignements généraux (RG), Yves Bertrand, pour « atteinte à la vie privée » et « dénonciation calomnieuse ». Cette plainte fait suite à la publication d'extraits, dans l'édition du Point du 9 octobre, des carnets tenus par Yves Bertand, tout au long de ses années passées à la tête des Renseignements généraux.
Il y était notamment fait mention de rumeurs visant Nicolas Sarkozy et son ancienne épouse Cécilia Sarkozy. Dans sa plainte, Sarkozy estime que « Yves Bertrand a laissé porter à la connaissance d'autrui des informations relatives à la vie privée, portant atteinte à celle-ci, et a également, par les écrits contenus dans ces carnets, altéré frauduleusement la vérité, avec une intention de nuire indiscutable ».

##### L'affaire Clearstream
Renvoyé devant le tribunal correctionnel de Paris le 17 novembre 2008 pour « complicité de dénonciation calomnieuse » dans l'affaire Clearstream, l'ancien Premier ministre Dominique de Villepin a contre-attaqué dans un mémoire au Conseil d'État en accusant Nicolas Sarkozy d'avoir violé dans ce dossier « le droit au procès équitable » et le « principe de l'égalité des armes ».
Nicolas Sarkozy aurait prolongé les fonctions de l'un des juges chargés du dossier dans le seul but de poursuivre l'information dans laquelle il est partie civile. Pour Me Richard, l'avocat de M. de Villepin : « Il apparaît que M. Sarkozy a instrumentalisé ses fonctions de président de la République pour la satisfaction de ses intérêts personnels ».

##### Affaire Sarkozy-Kadhafi
Le 30 avril 2012, Nicolas Sarkozy dépose une plainte contre Mediapart pour « faux » et « usage de faux », « recel de faux » et « publication de fausses nouvelles ». La plainte vise le site Mediapart, son directeur de la publication Edwy Plenel ainsi que les deux journalistes Fabrice Arfi et Karl Laske qui ont signé l’article faisant état d'une note à propos d'un soutien libyen à la campagne de Nicolas Sarkozy en 2007,. Mediapart dépose plainte à son tour, le 2 mai 2012, contre Nicolas Sarkozy pour dénonciation calomnieuse.
En 3 juin 2016, la procédure initiée par Nicolas Sarkozy se solde par un non-lieu, l'accusation n'ayant pu démontrer qu’il s’agissait d’« un support fabriqué par montage » ou « altéré par des falsifications »,. Le jugement est rendu définitif par la Cour de cassation au début de l’année 2019.

#### À l'étranger

##### Questionnement sur les origines du président
Un étudiant de l'université de Constantine en Algérie a été interpellé le 5 décembre 2007, pendant une visite d'État du président Sarkozy dans cette ville.
Poursuivi pour avoir brandi sur l'artère principale de la ville une pancarte frappée d'étoiles de David et portant l'inscription « Algérie algérienne et arabe. Sarko… quelles sont tes origines. Sarko pourquoi vous êtes raciste ? », l'étudiant Moncef Fellahi a été condamné pour outrage à 500 euros d'amende le 22 décembre 2007. Le procureur du tribunal de Ziadia (Constantine) avait requis six mois de prison ferme et une amende de 500 euros.
La visite d'État en Algérie de M. Sarkozy avait suscité une vive polémique à la suite de propos du ministre des Moudjahidine, Mohamed Cherif Abbas, sur les origines juives du président français et sur le soutien que lui aurait apporté un prétendu « lobby juif » pour assurer son accession à la présidence en France en mai 2007.

##### L'œuf écrasé
Michael Audron, un Français de 35 ans vivant en Irlande depuis trois ans, a jeté un œuf sur la voiture du président de la République durant sa visite à Dublin, lundi 21 juillet 2008.
La justice irlandaise l'a inculpé pour « comportement menaçant, insultant et abusif », délit équivalent à l'outrage. Le prévenu ayant accepté de payer une amende de 150 euros destinée aux bonnes œuvres, le juge irlandais a renoncé aux poursuites.

### Emmanuel Macron (2022-2027)

#### Plainte après une statue le représentant décapité
Emmanuel Macron a porté plainte contre X après qu'un tableau de l'artiste François Moulin (Boss Blow) le représentent décapité au Centre des arts et de la culture à Pointe-à-Pitre, dans une exposition nommée Exposé.e.s au chlordécone,.

## Sources